# Phare de Klaipėda
Le phare de Klaipėda (en lituanien : Klaipėdos švyturys) est un phare actif qui est situé au début de l'isthme de Courlande, sur le littoral de la mer Baltique, à Klaipėda, en Lituanie.
Il est géré par les autorités portuaires de Klaipėda.

## Histoire
Le premier phare de Klaipėda a été mis en service le 1er septembre 1796. Le phare était le troisième plus ancien phare de la côte de la mer Baltique, avec les deux seuls plus anciens à Gdańsk et à Travemünde.
Son premier système d'éclairage était composé de six réflecteurs en bronze, mais sa portée maximale n'était que de quatre kilomètres à cette époque. En 1819 le phare a été équipé d'un nouveau système d'éclairage fait de treize réflecteurs en plaques d'argent-laiton éclairés par treize lampes à kérosène.
Le phare a été complètement détruit pendant la Seconde Guerre mondiale ; il a été reconstruit et rénové en 1953. Il sert de feu arrière pour guider les navires dans le chenal étroit entre l'isthme de Courlande et le continent.

## Description
Le phare est une tour cylindrique de 40 mètres de haut, avec galerie et lanterne rouge, montée sur une base octogonale de deux étages. Il est peint de bandes horizontales noires et blanches. Son feu isophase  émet, à une hauteur focale de 44 mètres, un long éclat blanc toutes les 6 secondes. Sa portée nominale est de 18 milles nautiques (environ 33 km).
Identifiant : ARLHS : LIT-002 ; LT-0010 - Amirauté : C-3336 - NGA : 12004

## Caractéristique duFeu maritime
Fréquence : 6 secondes (W)
- Lumière : 3 secondes
- Obscurité : 3 secondes

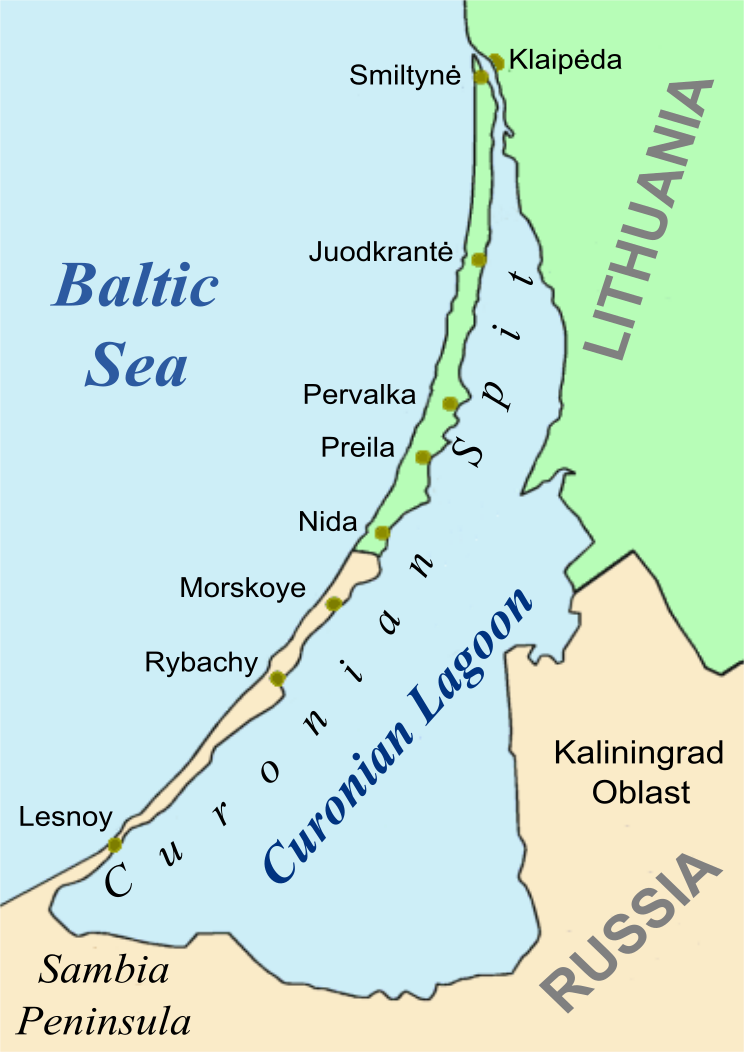
Isthme de Courlande
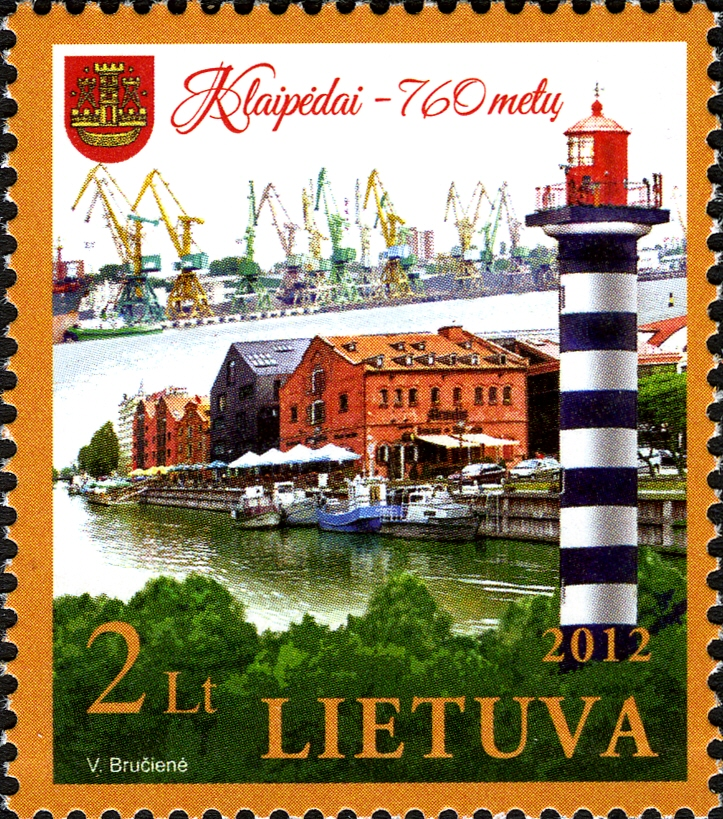
Timbre poste
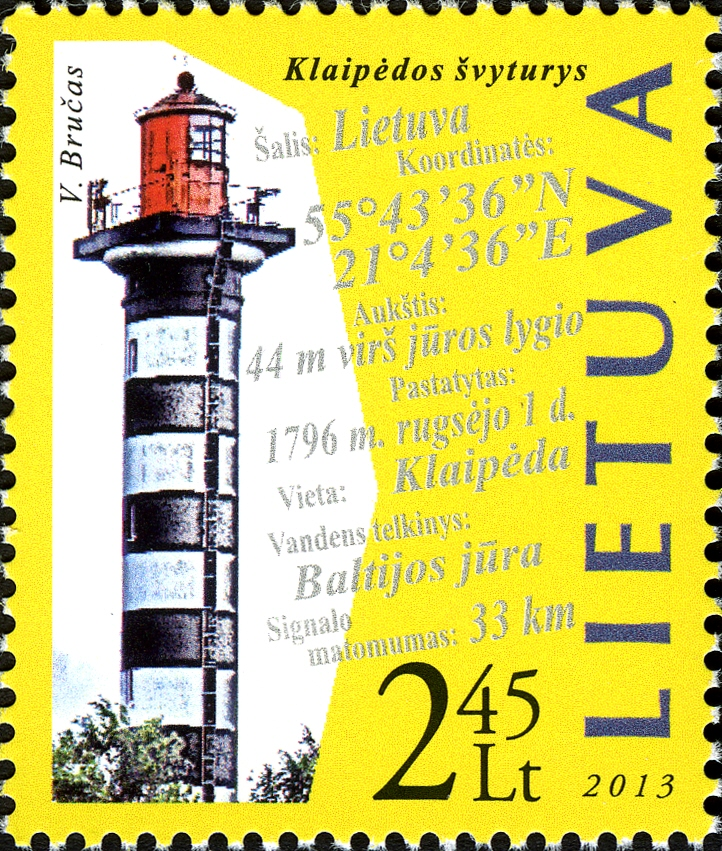
Timbre poste

### Lien connexe
- Liste des phares de Lituanie